# Kosmos 672
Kosmos 672 ist eine Tarnbezeichnung für einen unbemannten Flug des sowjetischen Raumschiffs Sojus im Jahr 1974. Es war in der Sowjetunion üblich, nur erfolgreichen Missionen einen offiziellen Namen zu geben. Fehlgeschlagene Flüge wurden meistens gar nicht und Testflüge lediglich unter der allgemeinen Tarnbezeichnung Kosmos bekanntgegeben. Es war der 29. Flug im sowjetischen Sojusprogramm.

## Missionsüberblick
Dies war der zweite Flug in Vorbereitung auf das gemeinsame Apollo-Sojus-Projekt mit der NASA. Das Raumschiff hatte an Stelle des Standardkopplungssystems ein modifiziertes, um an das Verbindungsmodul APDS (Androgynous Peripheral Docking System) andocken zu können. Außerdem wurde das Raumschiff mit zwei Solarpanelen versehen.
Bei dieser Mission wurde das Flugprofil für die bevorstehende Kopplung mit dem Apollo-Raumschiff abgeflogen. Kosmos 672 erreichte am 14. August den dafür vorgesehenen Orbit (227 km × 237 km).